# Karl-Haußknecht-Straße 21

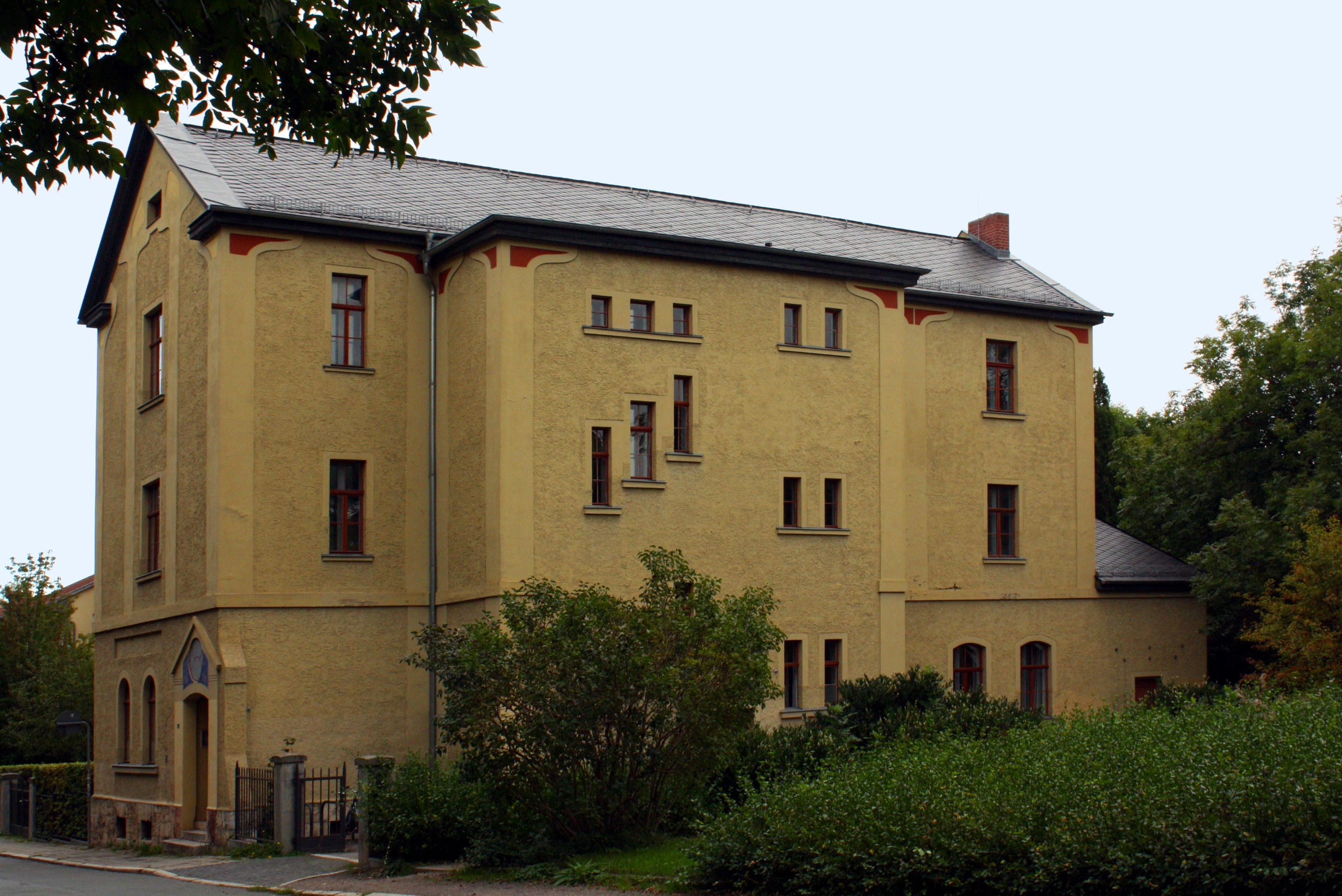
Karl-Haußknecht-Straße 21

Die Karl-Haußknecht-Straße 21 ist ein Ateliergebäude in Weimar.

## Geschichte
Das Gebäude entstand 1904/05 im Auftrag einer 1903 gegründeten Gemeinschaft von Künstlern. Es befindet sich auf einem schiefwinkeligen Grundstück in der Nähe zur Berkaer Straße. Das Gebäude ist vollständig unterkellert und verputzt. Das dreigeschossige Gebäude wurde 1995 saniert. Das Erdgeschoss wurde aus Bruckstein, während die Obergeschosse aus Fachwerk mit gemauerter Vorlage errichtet wurden. Die Atelierräume sind nach Norden hin ausgerichtet mit annähernd quadratischen Fenstern. Ein eingeschossiger Anbau enthält ein Atelier für Bildhauer. An der Südseite ist mit einem flach gedecktem Vorbau das Treppenhaus angeordnet. Die Gliederung des rau verputzten Gebäudes beschränkt sich auf korbbogische Blendnischen im Erdgeschoss, glatt verputzte Lisenen und Gesimsbänder in den Obergeschossen bzw. der Rahmung des Hauseingangs mit Maßwerk als Oberlichtfenster. Das flache Satteldach ist schieferbedeckt. Die Grundstruktur der Erbauungszeit blieb erhalten. Erhalten blieben auch die Dielenfußböden, die Türen, eine Holztreppe mit Stabsgeländer. Das Gebäude besitzt einen mit der Hand zu bedienenden Lastenaufzug im Flur, mit dem großformatige Bilder transportiert werden können.
Unter Denkmalschutz steht die Karl-Haußknecht-Straße 21, ein Atelierhaus mit früherer Adresse Amalienstraße 19, in welchem u. a. die Maler Arnold Böcklin und Franz von Lenbach wohnten und arbeiteten. In dem Haus befinden sich außer den elf Ateliers eine Werkstatt für künstlerische Druckgraphik. Das Atelierhaus wurde bei Annette Seemann in ihrem Buch über die bedeutendsten Bauten in Weimar gewürdigt. Sie erwähnt auch, dass das Gebäude 1941 von der Künstlergemeinschaft an die Stadt Weimar überging, die die Ateliers vermietete, was sich auch zu DDR-Zeiten mit eingeschränkter Instandhaltung fortsetzte.